# Sant Felip Neri de Guissona
Sant Felip Neri de Guissona és una església de Guissona (Segarra) inclosa a l'Inventari del Patrimoni Arquitectònic de Catalunya.

## Descripció
Al dia d'avui gairebé no queda res del que havia estat l'antiga capella dedicada a Sant Felip Neri. Aquest edifici es troba adossat al mur meridional de la parròquia de Santa Maria de Guissona i estava construït en un terreny que pertanyia a l'hort particular de la casa dels Canonges. Només se'n conserva restes dels murs, dels balcons del primer pis i la portada amb arc de mig punt adovellat i una mènsula a la clau, damunt de la qual s'obre una rosassa.
El material utilitzat en la construcció d'aquesta capella és la pedra tallada en grans carreus molt ben escairats, que forma un encoixinat que dona moviment a la façana.

## Història
L'any 1663 els canonges Joan i Ignasi Pérez van aconseguir un permís del bisbe d'Urgell per construir aquesta capella. També tenim constància que el 7 de juny de 1668 van consagrar-la amb una missa cantada.